# اوبرشنایدینگ
اوبرشنایدینگ (به آلمانی: Oberschneiding) یک شهر در آلمان است که در بایرن واقع شده‌است.

## خصوصیات
اوبرشنایدینگ ۶۰٫۷۷ کیلومترمربع مساحت دارد ۳۵۴ متر بالاتر از سطح دریا واقع شده‌است.